# Rakoegtanga
Rakoegtanga est une ville du département de Zimtenga, dans la province de Bam, dans le Centre-nord, au Burkina Faso. En 2006, la ville comptait 307 habitants dont 51% de femmes.